# In Search of...
Albums de N.E.R.D
Fly or Die
(2004)
Singles
1. Lapdance
Sortie : 21 mai 2001
2. Rock Star
Sortie : 29 juillet 2002
3. Provider
Sortie : 2002

In Search of... est le premier album studio de N.E.R.D, sorti le 12 mars 2001.
En mars 2002, l'album est réédité et sort dans le monde entier avec des changements relativement importants.

## Liste des titres
Toutes les chansons sont écrites et composées par Pharrell Williams et Chad Hugo.
| No  | Titre                                                 | Durée |
| --- | ----------------------------------------------------- | ----- |
| 1.  | Lapdance (featuring Lee Harvey et Vita)               | 3:33  |
| 2.  | Things Are Getting Better                             | 4:55  |
| 3.  | Brain                                                 | 3:42  |
| 4.  | Provider                                              | 4:24  |
| 5.  | Truth or Dare (featuring Natasha Hamilton et Pusha T) | 4:51  |
| 6.  | Tape You                                              | 7:41  |
| 7.  | Run to the Sun                                        | 4:45  |
| 8.  | Baby Doll                                             | 3:44  |
| 9.  | Am I High (featuring No Malice)                       | 5:00  |
| 10. | Rock Star                                             | 4:20  |
| 11. | Bobby James                                           | 6:23  |
| 12. | Stay Together                                         | 6:52  |

| 1.  | Lapdance (featuring Lee Harvey et Vita)               | 3:29 |
| 2.  | Things Are Getting Better                             | 4:15 |
| 3.  | Brain                                                 | 3:43 |
| 4.  | Provider                                              | 4:18 |
| 5.  | Truth or Dare (featuring Natasha Hamilton et Pusha T) | 4:22 |
| 6.  | Tape You                                              | 4:51 |
| 7.  | Run to the Sun                                        | 4:51 |
| 8.  | Baby Doll                                             | 3:43 |
| 9.  | Am I High (featuring No Malice)                       | 4:48 |
| 10. | Rock Star                                             | 4:19 |
| 11. | Bobby James                                           | 6:11 |
| 12. | Stay Together                                         | 4:11 |
| 13. | Rock Star (Nevins Classic Club Blaster) (Bonus US)    | 7:42 |

Notes
- Stay Together contient un sample de Martin's Funeral de Bill Cosby.